# Jandarmul și extratereștrii
Jandarmul și extratereștrii (în franceză Le gendarme et les extra-terrestres) este un film franțuzesc din anul 1979, regizat de Jean Girault. El este al cincilea film din seria Jandarmul, cu Louis de Funès în rolul jandarmului Ludovic Cruchot. El a fost urmat de încă un film, Jandarmul și jandarmerițele (1982).

## Rezumat

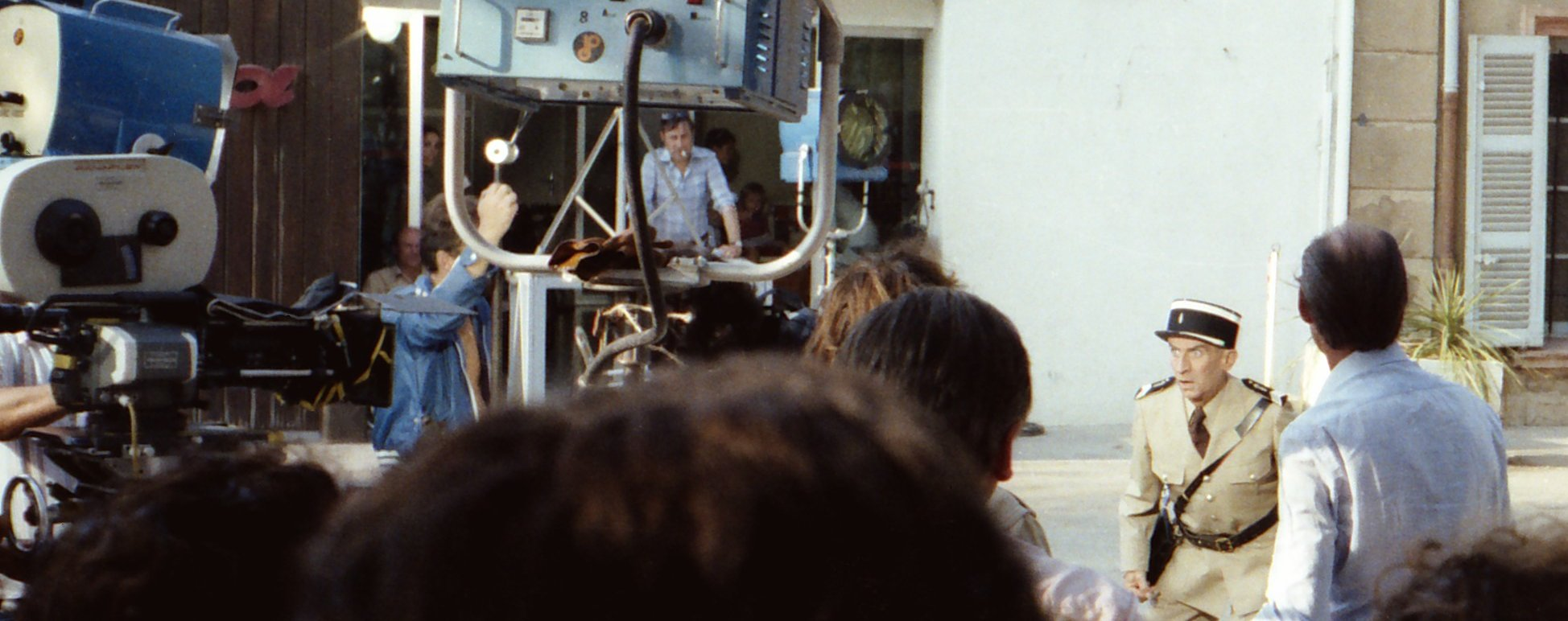
Louis de Funès în timpul filmării la Jandarmul și extratereștrii

În timp ce patrulează prin pădurile din apropierea orășelului francez Saint-Tropez, sergentul șef Ludovic Cruchot (Louis de Funès) și jandarmul Beaupied au fost martori la decolarea unui OZN. Ei au raportat imediat adjutantului Gerber (Michel Galabru) care nu i-a crezut. Cruchot a descoperit că extratereștii aterizați în orașul lor sunt confecționați din fier și pot lua înfățișarea unor oameni obișnuiți, a jandarmilor și chiar a colonelului. Ei se folosesc de telechinezie, putând să distrugă diferite obiecte sau chiar să facă dispărut un restaurant.
Sosirea unei farfurii zburătoare declanșează emoția și frica de necunoscut, aducând în atenția presei acest oraș destul de mic. Cruchot constată că extratereștii beau ulei și că, atunci când sunt loviți, scot un sunet asemănător cu cel al unui bidon gol. Crezând că se luptă cu un extraterestru, Cruchot îl atacă din greșeală pe colonel, după care este consemnat la sediu. El fuge din sediul Jandarmeriei și se ascunde în mănăstirea unde era sora Clotilde. 
În cele din urmă, Cruchot reușește să-și convingă colegii de potențialul pericol reprezentat de extratereștri, iar jandarmii elaborează un plan pentru depistarea lor: îi stropesc pe oameni cu apă, organismul metalic al extratereștrilor ruginind la contactul cu apa. Planul îi enervează pe localnici, iar jandarmii elaborează un nou plan de a-i momi pe extratereștri cu o farfurie zburătoare falsă.

## Distribuție
- Louis de Funès - sergentul-șef Ludovic Cruchot
- Michel Galabru - plutonierul Jérôme (Antoine) Gerber
- Maurice Risch - jandarmul Beaupied
- Jean-Pierre Rambal - jandarmul Taupin
- Guy Grosso - jandarmul Gaston Tricard
- Michel Modo - jandarmul Jules Berlicot
- Maria Mauban - Josépha Cruchot
- Micheline Bourday - doamna Simone Gerber
- Jean-Roger Caussimon - episcopul
- France Rumilly - sora Clotilde
- Madeleine Delavaivre - sora care-i dă chipiul lui Gerber
- Jacqueline Jefford - sora masivă
- Pierre Repp - mecanicul
- Mario David - hoțul care a furat bidonul cu ulei
- Jacques François - colonelul
- René Berthier - Berthier, adjunctul colonelului
- Lambert Wilson - tânărul extraterestru
- Henri Genès - proprietarul restaurantului "Le Petit Cabanon"
- Marco Perrin - primarul
- Antoine Marin - șoferul amendat
- Rémy Julienne - cascador auto (necreditat)
- Carlo Nell - ziaristul
- Marie Pillet

## Despre film
- Filmările au avut loc la Saint-Tropez, în departamentul Var.
- Actorii Henri Génès (patronul restaurantului Le Cabanon), Pierre Repp (mecanicul) și Lambert Wilson (extraterestrul care a vorbit cu Beaupied) au debutat într-un film de comedie. Maria Mauban a preluat rolul lui Claude Gensac pentru acest episod.
- Jacques François l-a înlocuit pe Yves Vincent în rolul colonelului.
- Cei șase jandarmi sunt: Louis de Funès, Michel Galabru, Michel Modo, Guy Grosso, Jean-Pierre Rambal (a apărut într-un singur film din serie) și Maurice Risch (a apărut în două filme din serie).
- Acesta este al treilea film din serie care a terminat pe primul loc la box office-ul francez al anului, după Jandarmul din Saint-Tropez în 1964 și Jandarmul se însoară în 1968.
- Un accident a avut loc pe platourile de filmare: o cascadoare a lovit mai mulți pietoni în timpul unei cascadorii. Scena a fost eliminată la montaj.
- Plutonierul Gerber, care, în alte episoade, se numește Jérôme, este apelat aici Antoine. Soția sa, numită Cécilia în primul film din serie și Gilberte în al treilea, este apelată aici Simone.
- Cu 5,6 milioane de bilete vândute la cinematografele din Germania, acest film a fost cel mai de succes film francez al tuturor timpurilor în această țară [1] (la 7 februarie 2012).

## Premii
- Goldene Leinwand (Germania, 1980)